# 米雷拉·弗雷妮
米雷拉·弗雷妮 (義大利語：Mirella Freni，1935年2月27日—2020年2月9日），義大利女高音歌唱家，以其歷久常青的嗓音和生動的表演技巧而著名於世，弗雷妮受到傳統式的訓練，其嗓音是美聲唱法的真髓，偉大的提芭蒂讚美她是帶有戲劇性抒情女高音的最後一人。她曾出演40多個不同角色，早期唱帶有花腔的俏女佣，如莫札特和普契尼的咪咪。遇到卡拉揚後自威爾第到普契尼筆下的戲劇性角色都有。弗雷妮的丈夫也是著名歌劇唱家，來自保加利亞的男低音尼可萊·吉奧羅夫，夫妻二人經常同場演出。在吉奧羅夫的訓練下，弗雷妮練成柴可夫斯基的歌劇角色。